# 唯一分解整環
在數學中，唯一分解整环（英語：Unique factorization domain，縮寫：UFD）是一個整環，其中元素都可以表示成有限個不可約元素（或素元）之積，並且表示法在允許重排與相伴（associative）之下唯一，相當於滿足算術基本定理的整環。

## 定義
一個整環{\displaystyle R}被稱為唯一分解整环若且唯若{\displaystyle R}中的每個非零元素{\displaystyle x}皆可表示為一個可逆元素和若干個不可約元素（可以是0個）的乘積：
{\displaystyle x=up_{1}p_{2}\cdots p_{n}}
其中{\displaystyle u}是一個可逆元素，{\displaystyle p_{1},\cdots ,p_{n}}是不可約元素，{\displaystyle n}是非負整數。並且如果存在{\displaystyle x}的另一種表示法此表法{\displaystyle x=vq_{1}q_{2}\cdots q_{m}}（{\displaystyle v}是可逆元素，{\displaystyle q_{1},\cdots ,q_{m}}是不可約元素），則{\displaystyle m=n}，且存在一個下標的重排{\displaystyle \sigma \in S_{n}}與可逆元素{\displaystyle w_{1},\cdots ,w_{n}}使得{\displaystyle q_{i}=w_{i}p_{\sigma (i)}} （{\displaystyle i=1,\cdots ,n}），換句話說，存在{\displaystyle \sigma \in S_{n}}使得{\displaystyle q_{i}}和{\displaystyle p_{\sigma (i)}}相伴。

## 例子
- 主理想整环，特別是歐幾里得整环。由此可知整數、高斯整數與艾森斯坦整數環都是唯一分解整环。
- 體也是唯一分解整环。
- 若{\displaystyle R}為唯一分解整环，則多項式環{\displaystyle R[X]}亦然。(高斯引理)

由此可知任意有限個變元的多項式環{\displaystyle R[X_{1},\ldots ,X_{n}]}也是唯一分解整环，但是一般來說{\displaystyle R[X]}並不是主理想整环，除非{\displaystyle R}是一個體。
- 複流形（例如{\displaystyle \mathbb {C} }）上一點的局部環是唯一分解整环。
- 正則局部環皆為唯一分解整环。

以下給出幾個反例：
- 環{\displaystyle \mathbb {Z} [{\sqrt {-5}}]}並非唯一分解環，因為

{\displaystyle (6)=(2)(3)=(1+{\sqrt {-5}})(1-{\sqrt {-5}})}
- 令{\displaystyle R}為任一交換環，則{\displaystyle R[X,Y,Z,W]/(XY-ZW)}非唯一分解整环；當{\displaystyle R}為域時，這在幾何上對應到一個奇點。

## 性質
整數的一些概念可以推廣至唯一分解整环：
- 在任意整環中，素元必為不可約元；在唯一分解整环中，不可約元必為素元。
- 任意有限個元素有最大公因數與最小公倍數，它們在至多差一個可逆元的意義下唯一。

## 等價條件
- 一個諾特整環是唯一分解整环若且唯若每個高度為一的素理想都是主理想（即：由單個元素生成）。
- 一個整環是唯一分解整环若且唯若升鏈條件對主理想成立，而且任兩個元素有最小公倍數。
- 一個整環是唯一分解整环若且唯若其類群為平凡群。

## 文獻
- I. N. Herstein, Topics in Algebra (1975), Wiley. ISBN 0-471-01090-1
- H. Matsumura, Commutative algebra (1980), Benjamin-Cummings Pub Co. ISBN 0-8053-7026-9